# Эротический триллер
Эротический триллер — кинематографический и литературный поджанр, определяемый как триллер с тематической основой в незаконной романтике или в сексуальных фантазиях. Хотя точные определения эротического триллера могут варьироваться, общепризнано, что телесная опасность и удовольствие должны сочетаться и одинаково важны для сюжета. Эротические триллеры содержат сцены секса и наготы, хотя частота и откровенность этих сцен могут отличаться от фильма к фильму.
Эротические триллеры появились как отдельный жанр в конце 1980-х годов после успеха «Рокового влечения» в 1987 году. Студийные фильмы этого «классического периода», такие как «Основной инстинкт» Пола Верховена, имели большие кассовые сборы, а главные роли исполняли известные актёры. Популярность жанра породила прибыльную коттеджную индустрию для растущих рынков домашнего видео и кабельного телевидения. К концу 1990-х годов культурные изменения и рост Интернета привели к снижению популярности жанра и объёма производства.

## Определение
По словам профессора британского киноискусства Линды Рут Уильямс, эротические триллеры — нуарские истории сексуальных интриг, включающие в себя ту или иную форму преступности или двуличия, часто в качестве надуманных рамок для экранного эротического секса.
Жанр триллера содержит поджанры, отличные от криминального фильма нуар и мистерии, включая психологический триллер или напряжённые истории о незаконной романтике и сексуальной одержимости. Таким образом, эротический триллер участвует одновременно в нескольких жанрах и стилях кино, таких как фильм-нуар, романтика и триллер, взяв из каждого повествовательные и стилистические элементы. Поскольку эротический триллер сочетает в себе различные жанры, определить точную формулу эротического триллера может быть сложно. Хотя жанр эротического триллера формулируется по-разному, перекрытие триллера-саспенса, романтики и эротического секс-фильма является уникальной областью.

## Характеристика жанра

### Роковая женщина
Тип персонажа роковой женщины — заманчивой, таинственной и соблазнительной женщины — распространён во многих эротических триллерах. Злодейские, даже смертоносные роковые женщины манипулируют и ловят мужских персонажей, иногда находясь под полным контролем мужчин. Таковы «ледяная» Кэтрин Трамель Шэрон Стоун в «Основном инстинкте» или грубая Бриджит Линды Фиорентино в «Последнем соблазнении». Эти женщины активно отвергают домашнее хозяйство во всех его формах, делая пугающе мощную карьеру в качестве биржевых брокеров и романистов. Самым вопиющим изображением роковой женщины является персонаж Ребекка Карлсон, которую сыграла Мадонна в фильме «Тело как улика» 1993 года. На суде по обвинению в убийстве своего любовника прокурор описывает Ребекку как «не отличающуюся от пистолета, ножа или любого вида оружия». В эротических триллерах динамика власти подрывается, поскольку роковые женщины превращают мужчин в податливых игроков, и успех почти всех этих фильмов связан с идеей того, что мужчины в основном глупы, ослеплены сексом и беспомощны.
Фатальная женщина эротических триллеров сформировалась "на фоне того, что немецкий сексолог/социолог Фолькмар Сигуш назвал «неосексуальной революцией», «огромной культурной и социальной трансформацией сексуальности в 1980-х и 1990-х годах». Феминистские движения 1960-х и 1970-х годов привели к расширению социально-экономических возможностей для женщин 1980-х годов; таким образом, роковые женщины в эротических триллерах «вопиюще олицетворяют мужские тревоги по поводу растущей финансовой и профессиональной независимости женщин». Хотя эти женские персонажи обладали силой и властью, они обычно ограничивались использованием своего тела и сексуальности в качестве оружия. Кроме того, в некоторых фильмах главный герой-мужчина в конечном итоге одерживает победу над роковой женщиной.

### Падший парень
Аналогом роковой женщины является «падший парень» — человек, которым легко манипулирует роковая женщина. Падший парень часто ассоциирует себя с персонажами фильмов с полной мужской наготой в дополнение к женской наготе, как в фильмах «Американский жиголо», «Цвет ночи» и «Дикость». Падший парень обычно по профессии белый воротничок и рассматривает роковую женщину как «способ перейти из мира нормальности в мир нуара или эротического триллера».